# Robertus vigerens
Robertus vigerens är en spindelart som först beskrevs av Chamberlin och Ivie 1933.  Robertus vigerens ingår i släktet fuktspindlar, och familjen klotspindlar. Inga underarter finns listade i Catalogue of Life.